# Paul Thümmel
Paul Thümmel (Neuhausen/Erzgeb., 1902. január 2. – Terezín, 1945. április 20.) német titkosszolgálati tiszt, az Abwehr munkatársa, aki 1936-tól együttműködött a csehszlovák katonai hírszerzéssel, és így kettős ügynök lett. Fedőnevei: A–54-es ügynök, Breitener, Voral, René, Dr. Holm, Dr. Steiberg, Peter Toman.

## Pályafutása
Eredetileg péknek és cukrásznak tanult, majd péksegédként dolgozott. 1927-ben belépett a Nemzetiszocialista Német Munkáspártba (NSDAP) és társaival megalakította lakóhelyén az első NSDAP-alapszervezetet. 1933-ban, az NSDAP hatalomra jutása után a korai náci pártfunkcionáriusok többségéhez hasonlóan állami tisztséget kapott. Thümmel a Wilhelm Canaris vezetése alatt álló német katonai elhárítás, az Abwehr munkatársa lett, s annak központjában, Drezdában dolgozott.
1936-ban ajánlotta fel szolgálatait a csehszlovák katonai hírszerzésnek. Tettét kezdetben egyértelműen a pénz motiválta, mellyel a házasság előtt álló Thümmel adósságait akarta rendezni. Levelet írt a csehszlovák Védelmi Minisztériumnak, amelyben 15 ezer birodalmi márka fejében egyéves együttműködését ajánlotta fel. Csehszlovák oldalról František Moravec tartotta vele a kapcsolatot. A csehszlovák katonai hírszerzésnél A–54 fedőnéven tartották nyilván. Adatokat szolgáltatott Csehszlovákiának az ottani német katonai hírszerzési tevékenységről és az ott működő német ügynökhálózatról. Thümmel igen jól konspirált, a csehszlovák titkosszolgálat nemcsak arcképét tudta nehezen megszerezni, de az ügynök németországi beosztását és valódi nevét sem ismerték.
Habár kezdetben csak egyéves együttműködését ajánlotta fel, később is együttműködött a csehszlovák katonai hírszerzéssel. Tettét ekkor már inkább ideológiai okok, a náci politikával való egyet nem értése motiválta. Csehszlovákia német megszállása után a Cseh–Morva Protektorátus területére, Prágába vezényelték. Együttműködött a földalatti ellenállási mozgalommal, és tartotta a kapcsolatot a mozgalmat vezető, gyakran három királyok néven emlegetett – Václav Morávek, Josef Mašín és Josef Balaban alkotta – vezetői körével, rajtuk keresztül pedig Londonnal. Az A-54-es ügynök rendkívül érzékeny adatokat adott át Csehszlovákiának, majd annak felszámolása után a cseh ellenállás útján a brit és szovjet hírszerzésnek: 1938-ban felfedte a Szudétavidéken szervezkedő német ügynökhálózatot, az Abwehr által szervezett provokációk idejét és végrehajtóit. A csehszlovák kémelhárítás Thümmel információinak köszönhetően tudta megőrizni működőképességét az ország megszállása után. Thümmel 1939-től Prágában dolgozott, innen František Moravec útján informálta a briteket a készülő nyugati hadjáratról, az Anglia elleni német haditervekről, tevékenysége révén az ország megszállásának tervei 1940 kora őszén már a brit hadvezetés kezében voltak, ahogyan a Szovjetunió megtámadását is előre jelezte.
1941-re a Gestapónak sikerült megfejtenie a csehszlovák ellenállási mozgalom Londonnak küldött rejtjelzett üzeneteit és lokalizálták a rádióadás helyszínét is. A megfejtett üzenetek alapján a Gestapo számára világossá vált, hogy a német katonai titkosszolgálat munkatársától származik az információk egy része. Az „X-áruló” utáni nyomozást maga Reinhard Heydrich birodalmi kormányzó irányította. A nyomozás során (számos tévút után) sikerült beazonosítani Thümmelt, akit október 13-án le is tartóztattak. Thümmel elismerte, hogy együttműködött a csehszlovák hírszerzéssel, illetve ellenállással, de azzal védekezett, hogy mindezt kettős ügynökként tette, az Abwehrtől kapott feladata a csehszlovák ellenállás felszámolása volt.
Hat hónapnyi fogvatartás után szabadon engedték, és azzal bízták meg, hogy vegye fel a kapcsolatot Moravekkel. Thümmel ekkor már a Gestapo szoros ellenőrzése alatt volt. Ennek ellenére mégis többször sikerült titokban találkoznia Moravekkel, aki Thümmel kimenekítését javasolta. A Gestapo pedig arra utasította Thümmelt, hogy csalja csapdába Moraveket. Miután Thümmel ezt nem tette meg, 1942 márciusának végén letartóztatták. Wilhelm Canaris megpróbálta megmenteni, azzal érvelve, hogy Thümmel valójában kettős ügynök volt és elsősorban az Abwehrnek dolgozott. Feltételezések szerint Thümmel lehetett Canaris egyik kapcsolata a brit hírszerzés felé.
Második letartóztatása után a theresienstadti erődben, a különleges hadifoglyoknak fenntartott börtönben tartották fogva. Felesége az Abwehr-munkatársainak tanácsára elvált tőle, ám a kettejük közötti érzelmi kapcsolat fennmaradt. A nyilvántartásban Peter Toman holland hadifogolyként szerepelt. A Gestapo valószínűleg azért álcázta a fogvatartottat, mert tartott attól, hogy az Abwehr a nyomára akad, és megpróbálja kimenteni. 1945. április 20-án – néhány nappal Canaris tengernagy halálát követően – Thümmelt is kivégezték. Családja csak az 1960-as években értesült haláláról.